# Филачано
Филачано (итал. Filacciano) је насеље у Италији у округу Рим, региону Лацио.
Према процени из 2011. у насељу је живело 490 становника. Насеље се налази на надморској висини од 165 м.

## Становништво
Према резултатима пописа становништва 2011. у општини је живело 490 становника.
| 1936. | 1951. | 1961. | 1971. | 1981. | 1991. | 2001. | 2011. |
| ----- | ----- | ----- | ----- | ----- | ----- | ----- | ----- |
| 631   | 626   | 536   | 529   | 441   | 472   | 502   | 490   |

## Партнерски градови
- Јаши